# Naso (género)
El género Naso o peces unicornio, comprende a especies de peces herbívoros, miembros de la familia Acanthuridae, o peces cirujano, llamados así por las espinas que tienen a cada lado del pedúnculo caudal, que son usadas para defenderse. En el caso del género Naso, tienen un par de ellas a cada lado del pedúnculo caudal, o sea, cuatro en total. Las más comunes, y conocidas, especies emparentadas de los géneros Acanthurus o Zebrasoma, sólo tienen una espina en cada lado del pedúnculo.
Los peces unicornio son denominados de esta manera, por un cuerno, que se extiende desde la parte frontal de la cabeza, en varias especies del género. Algunas especies poseen una protuberancia bulbosa en vez de una espina, e incluso algunas especies carecen de estas estructuras. 

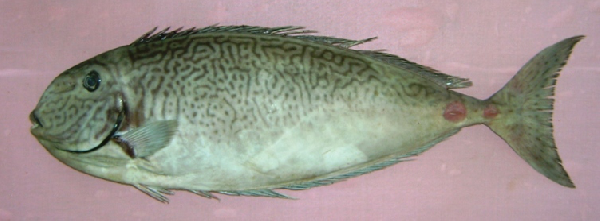
Detalle de las espinas del pedúnculo caudal, en Naso reticulatus
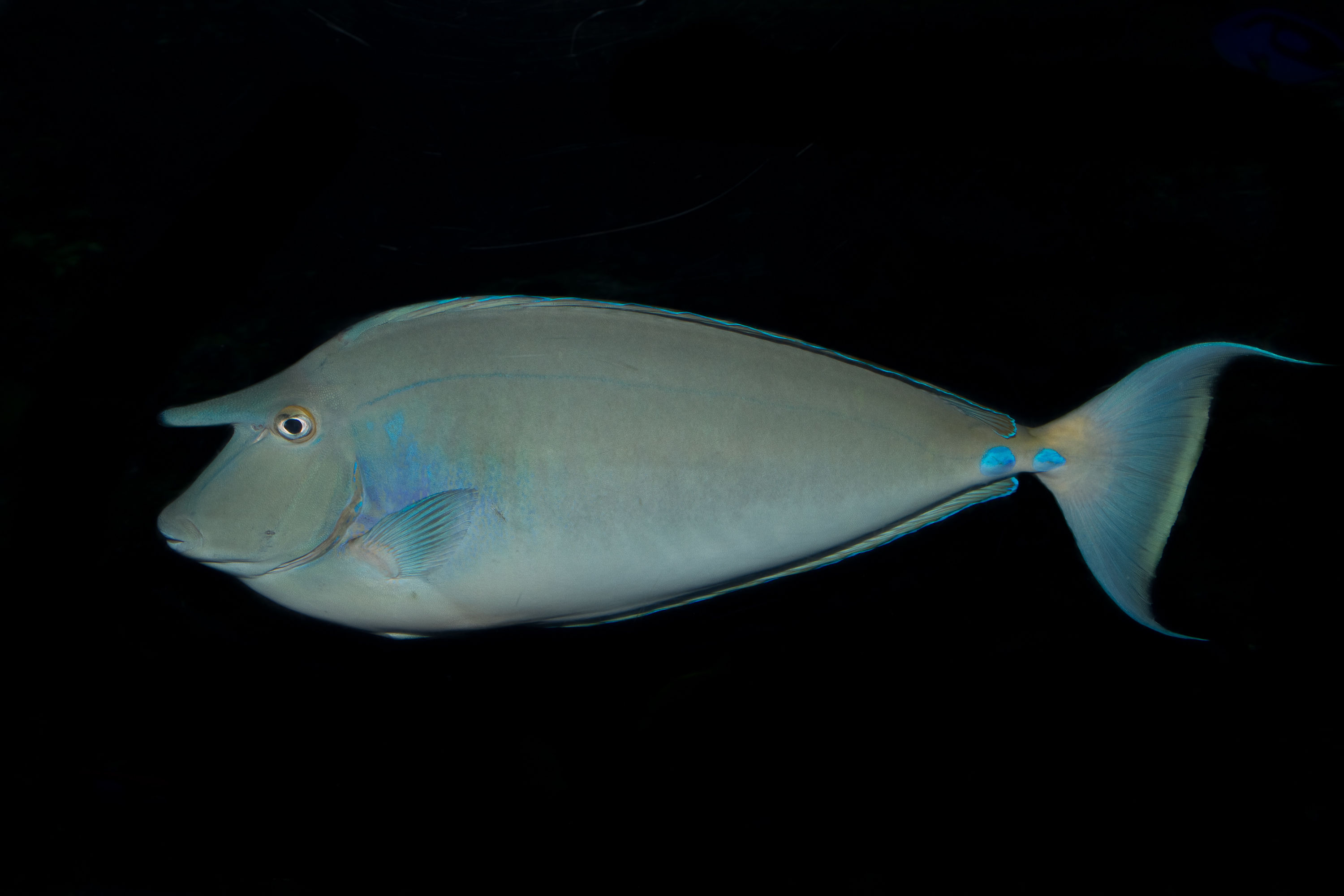
Cuerno del Naso unicornis
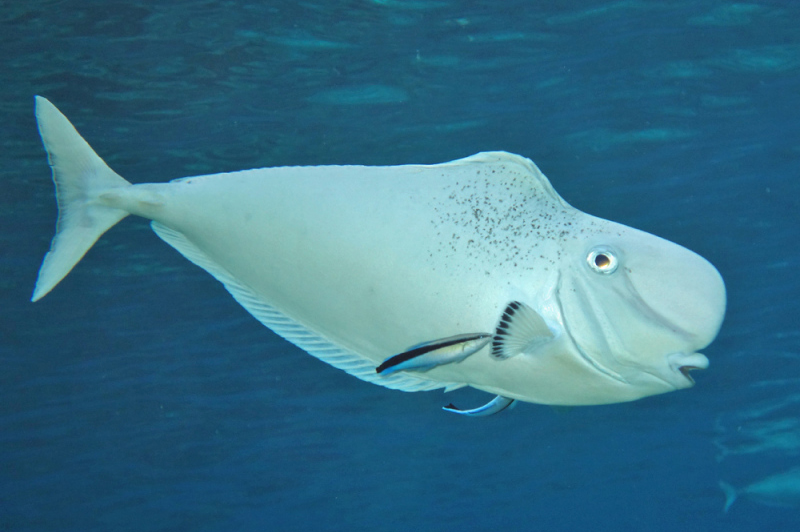
Nariz bulbosa y joroba de Naso tonganus

Distribuidos en los mares tropicales y subtropicales de los océanos Índico, Pacífico y Atlántico. Se localizan hasta los 1000 m de profundidad, y entre 6,37 y 29,34 °C de temperatura.

## Especies
El Registro Mundial de Especies Marinas acepta veintidós especies reconocidas para este género:
- Naso annulatus (Quoy & Gaimard, 1825)
- Naso brachycentron (Valenciennes, 1835)
- Naso brevirostris (G. Cuvier, 1829)
- Naso caeruleacauda J. E. Randall, 1994
- Naso caesius J. E. Randall & Bell, 1992
- Naso elegans (Rüppell, 1829)
- Naso fageni Morrow, 1954
- Naso francolina[6]
- Naso hexacanthus (Bleeker, 1855)
- Naso lituratus (J. R. Forster, 1801)
- Naso lopezi Herre, 1927
- Naso maculatus J. E. Randall & Struhsaker, 1981
- Naso mcdadei J. W. Johnson, 2002
- Naso minor (J. L. B. Smith, 1966)
- Naso reticulatus J. E. Randall, 2001
- Naso tergus H. C. Ho, K. N. Shen & C. W. Chang, 2011
- Naso thynnoides (G. Cuvier, 1829)
- Naso tonganus (Valenciennes, 1835)
- Naso tuberosus Lacépède, 1801
- Naso unicolor (Liénard in Günther, 1861)
- Naso unicornis (Forsskål, 1775)
- Naso vlamingii (Valenciennes, 1835)

## Galería

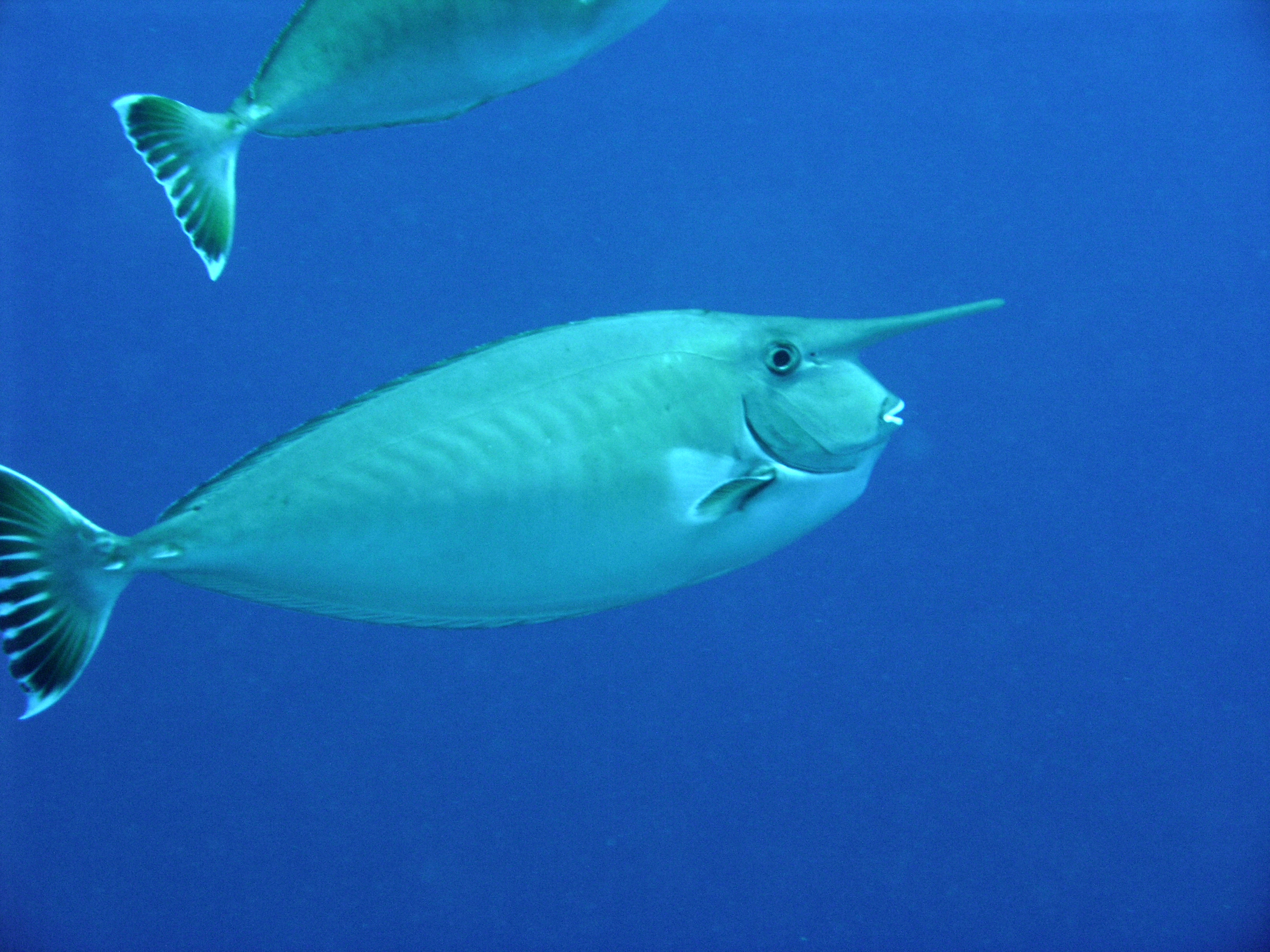
Naso annulatus
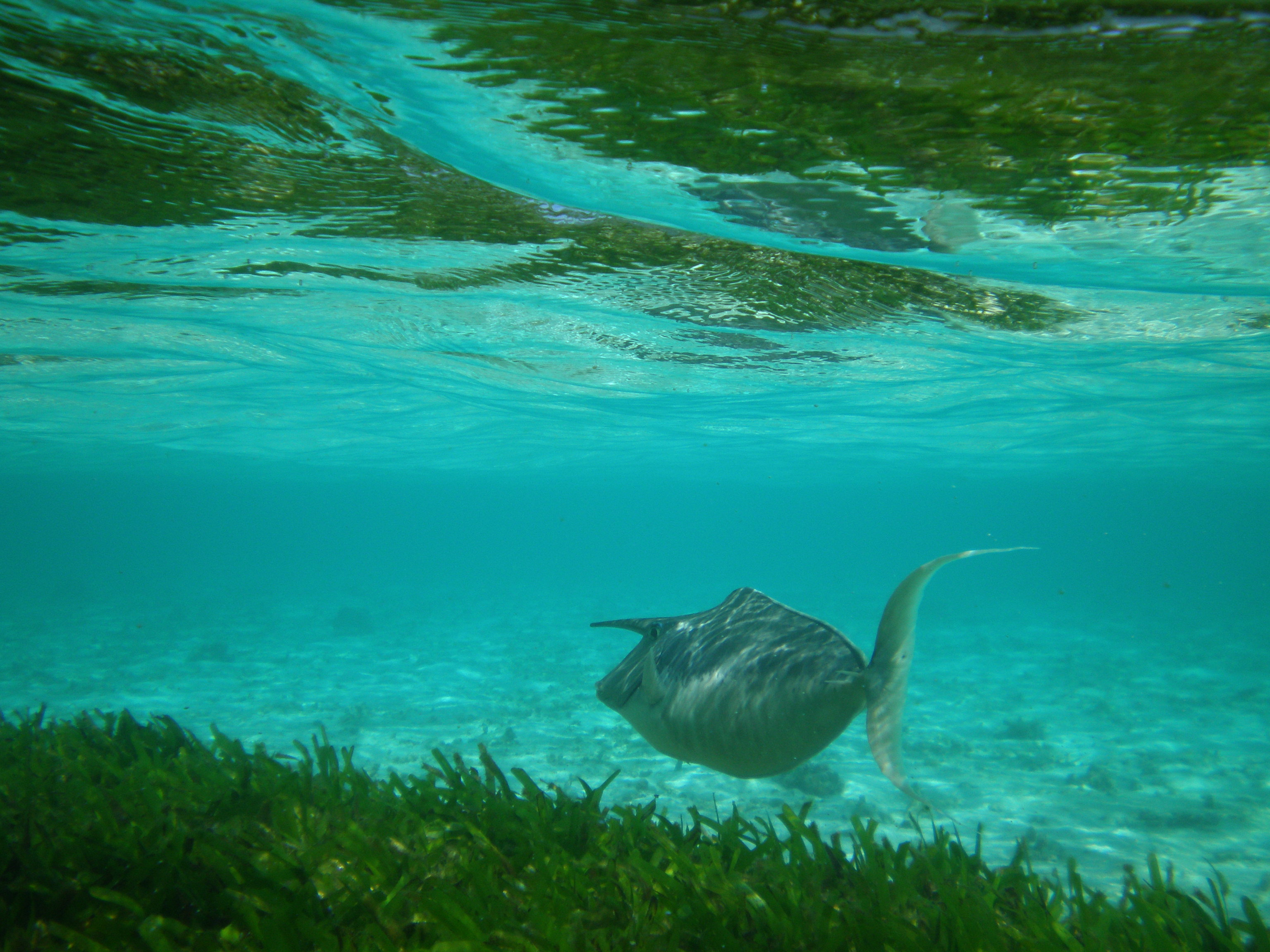
Naso brachycentron
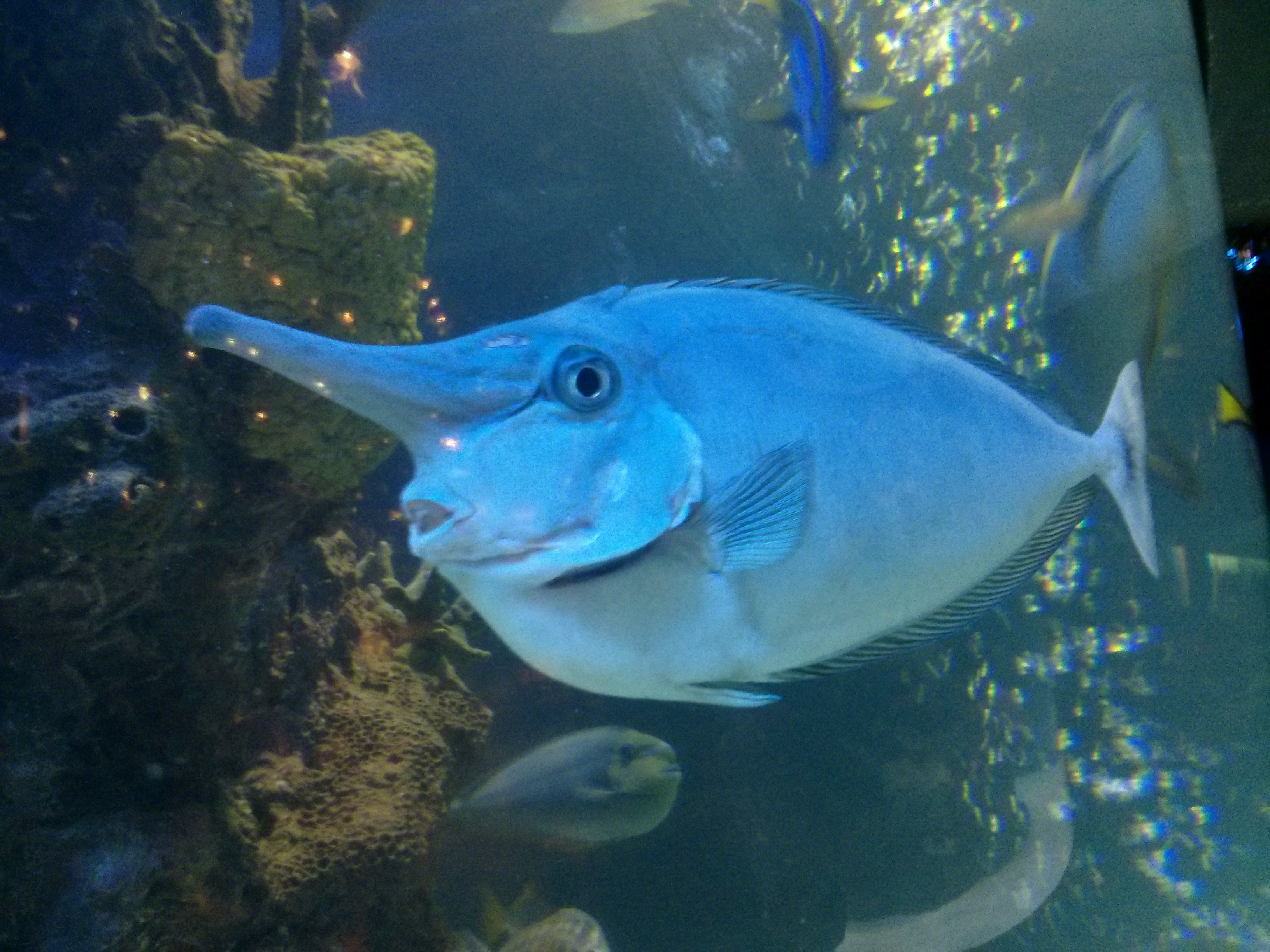
Naso brevirostris
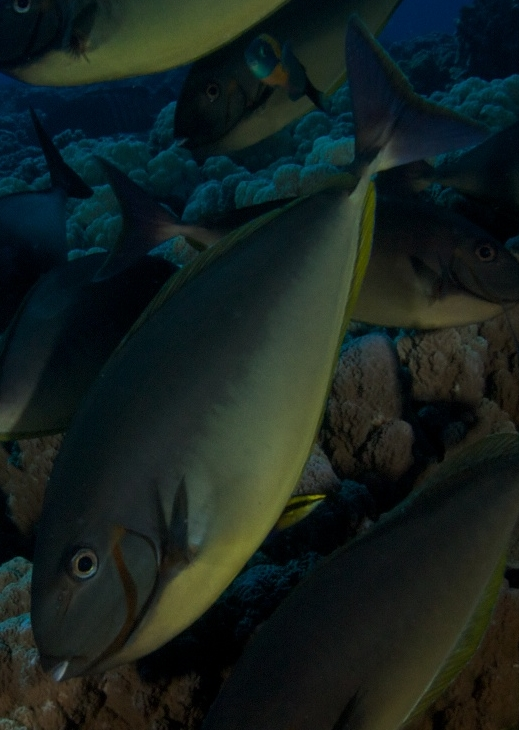
Naso caesius
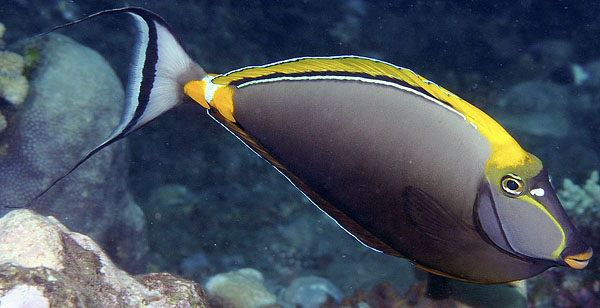
Naso elegans
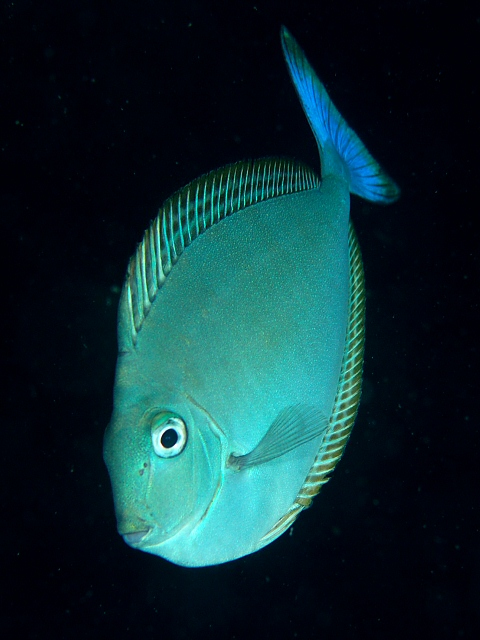
Naso hexacanthus
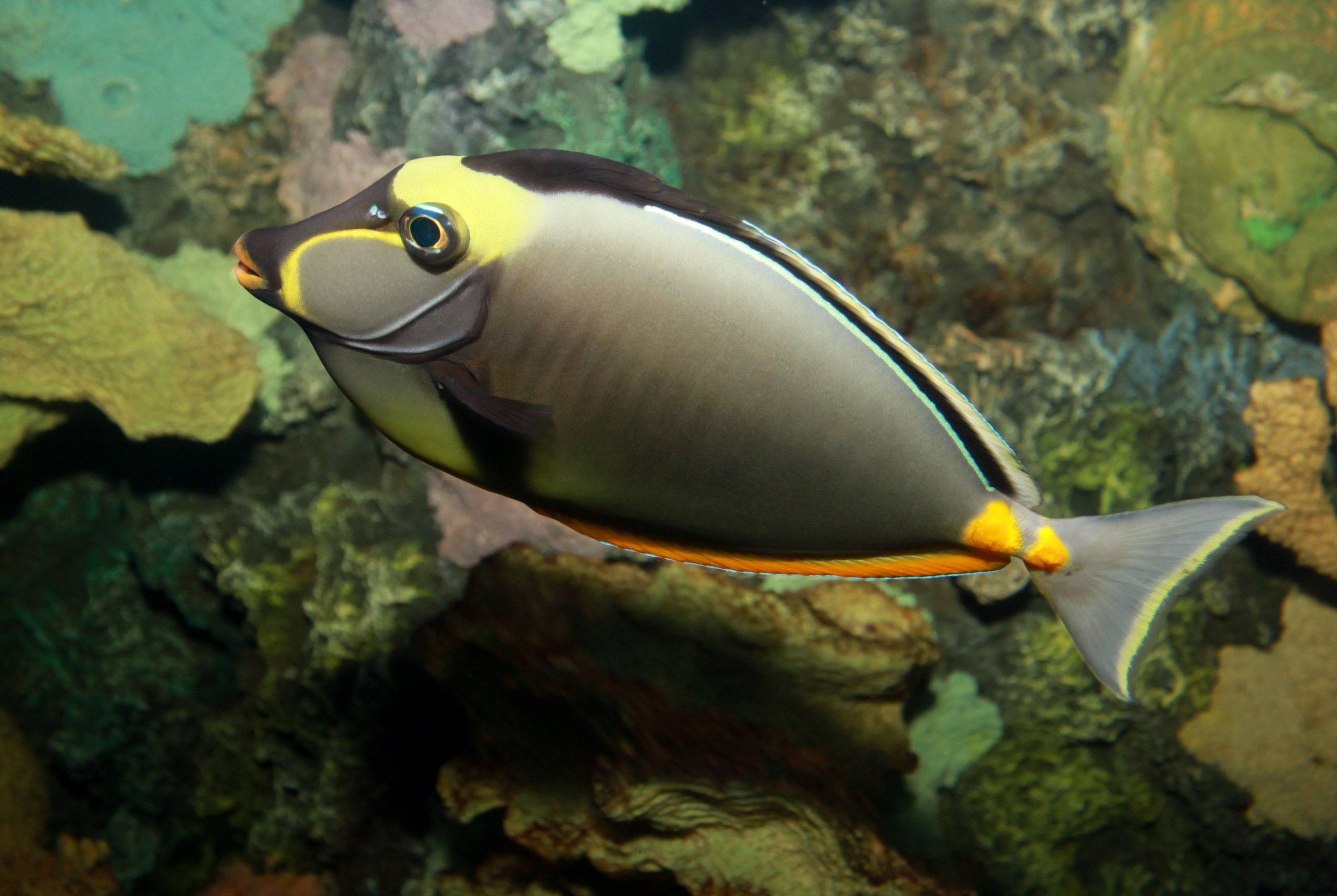
Naso lituratus
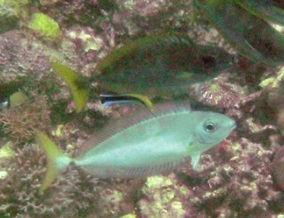
Naso minor
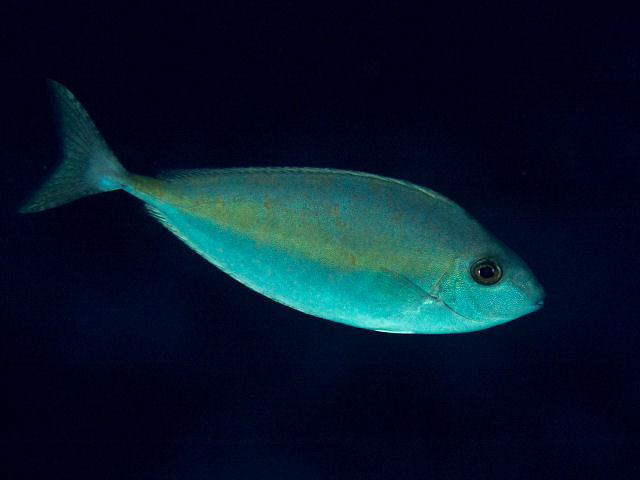
Naso thynnoides
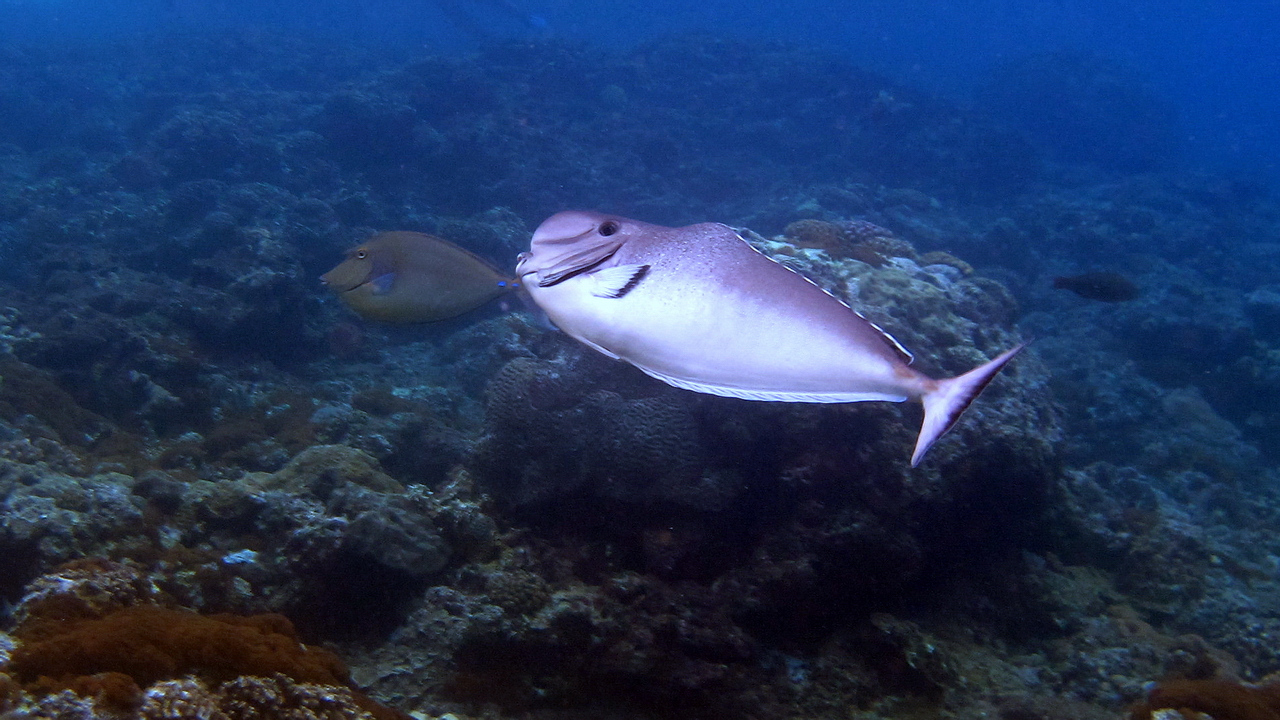
Naso tonganus
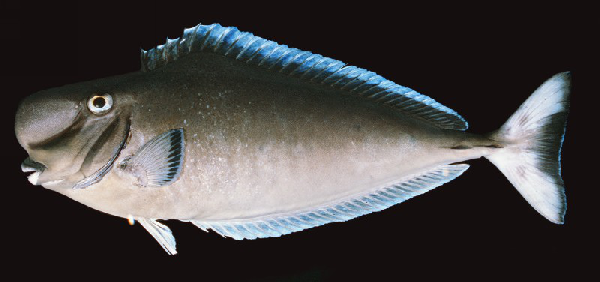
Naso tuberosus
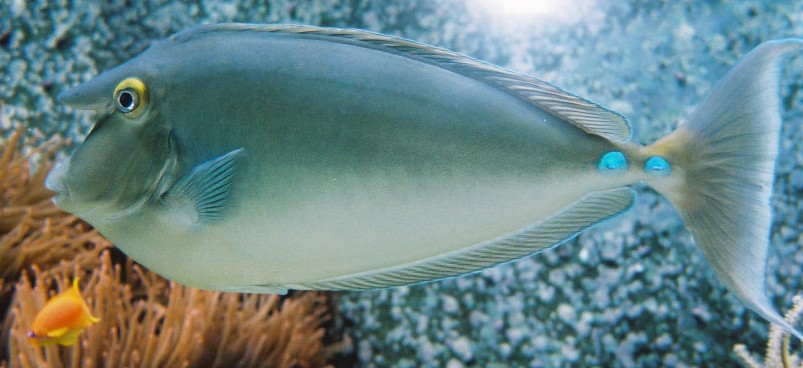
Naso unicornis
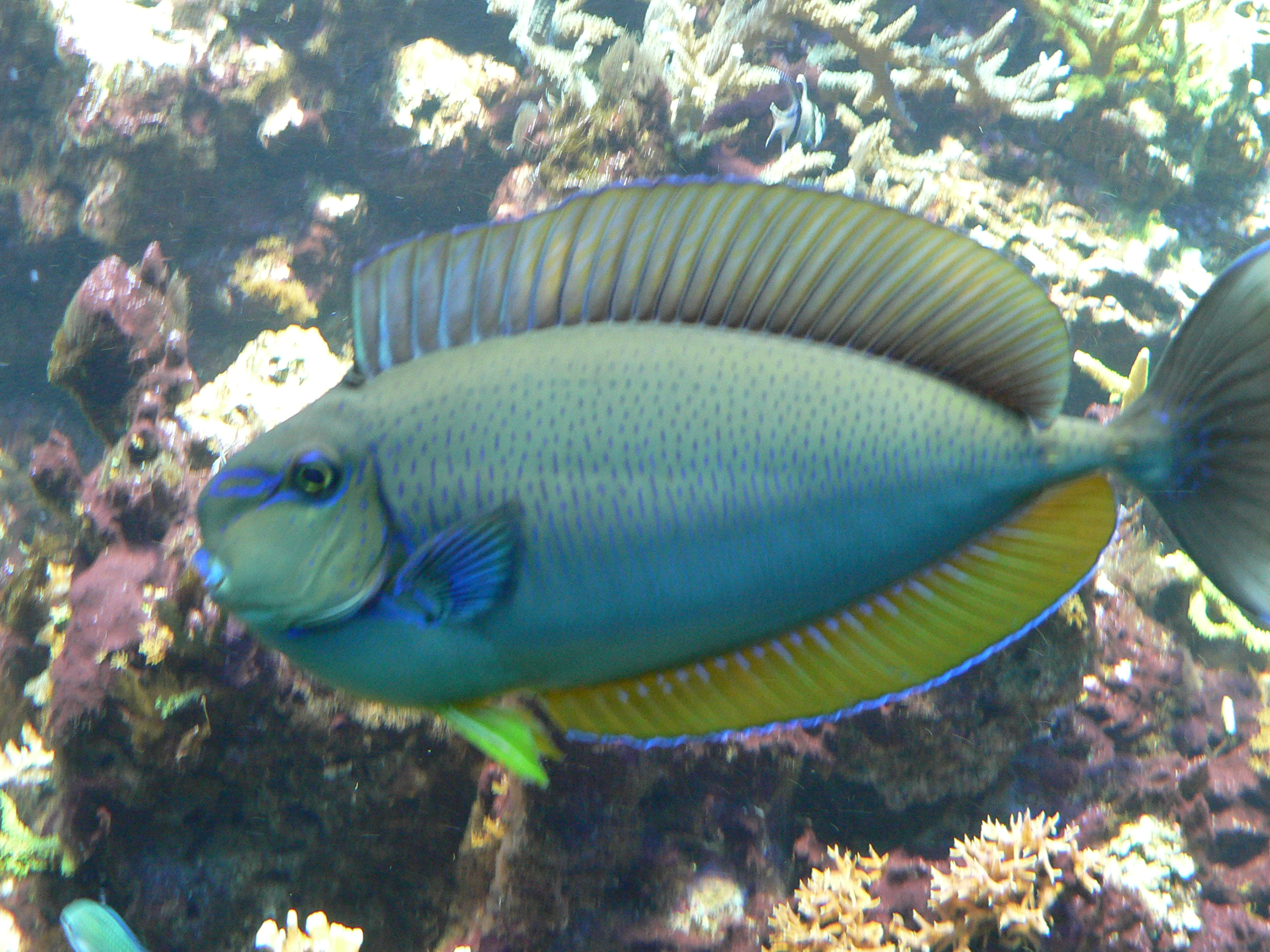
Naso vlamingii